# Division de Magadh
Magadh est une division territoriale de l'État du Bihar en Inde. Son chef-lieu est Gaya.

## Districts
- Arwal,
- Aurangabad,
- Gaya,
- Jehanabad,
- Nawada